# Scoparia alticola
Scoparia alticola là một loài bướm đêm trong họ Crambidae.